# Distretto di Chom Bueng
Il distretto di Chom Bueng (in thailandese: จอมบึง) è un distretto (amphoe) della Thailandia, situato nella provincia di Ratchaburi.